# Сберегательные кассы в России
Первые сберегательные кассы в России появились в 1842 году по указу императора Николая I в Санкт-Петербурге и Москве.

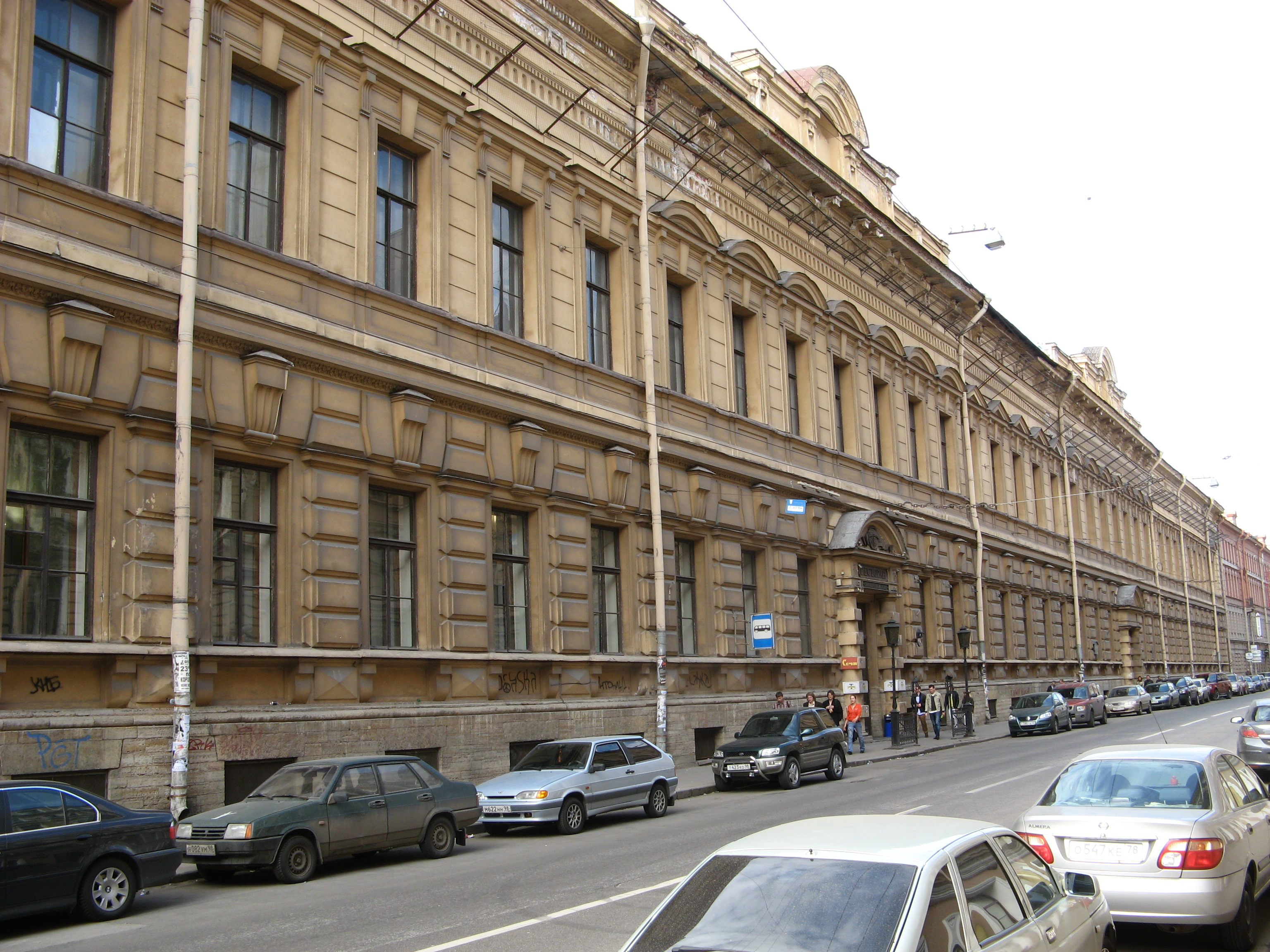
Здание Опекунского совета в Санкт-Петербурге, в котором расположилась первая сберегательная касса

Целью создания сберегательных учреждений было предоставление широким массам населения разных сословий и материальных состояний возможности сохранить свои сбережения, получить доход по ним и потратить на необходимые нужды. Особенностью создания сберегательных касс в России по сравнению с европейскими странами является то, что они учреждались государством, а не общественными кругами и городскими самоуправлениями.

## Сберегательные кассы в Российской империи

### Устав сберегательных касс

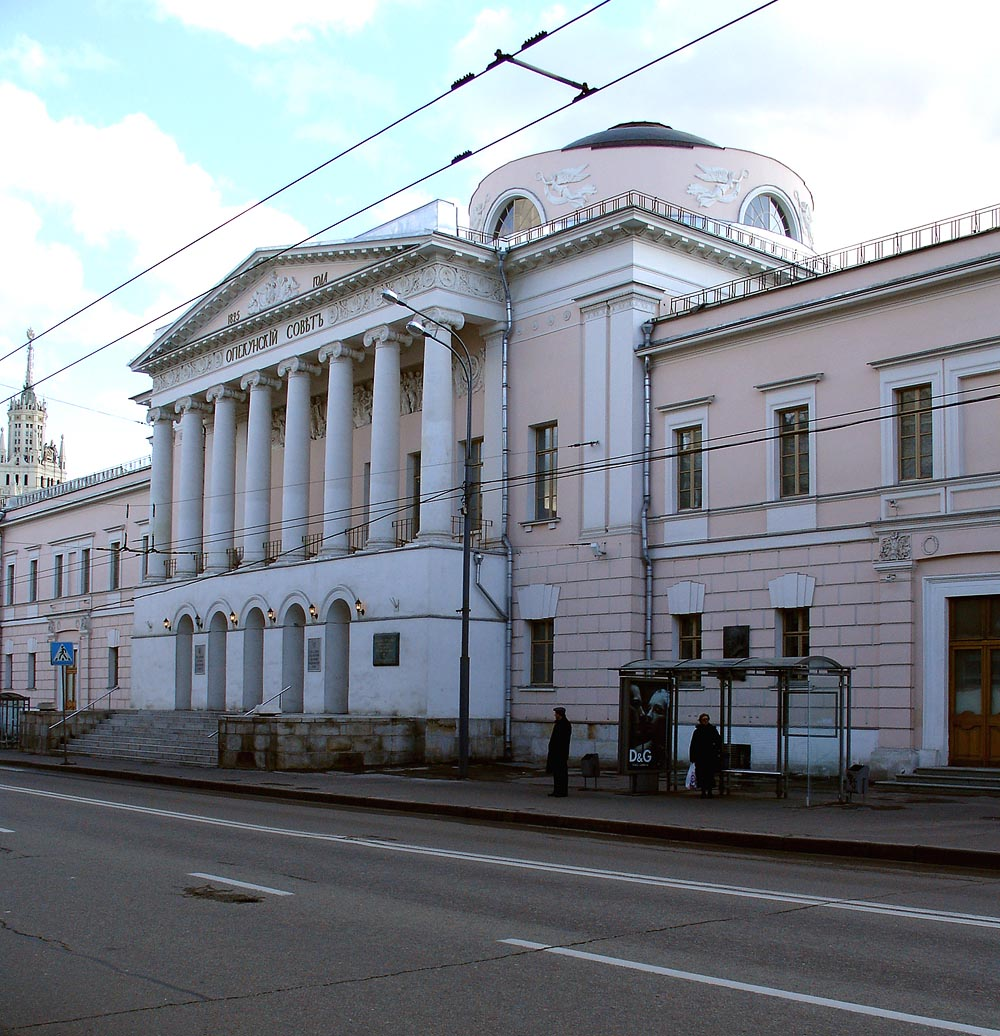
Здание Опекунского совета в Москве, в котором расположилась первая московская сберегательная касса

Подготовка Устава сберегательных касс началась после появления двух самостоятельных проектов создания сберегательных касс, авторами которых были М. Ю. Виельгорский и И. Д. Чертков. Проект Черткова, по мнению Опекунского совета, оказался более приспособленным к российским условиям кредитной деятельности и он был предложен для рассмотрения в Министерство финансов. Изучив проект, министр финансов Е. Ф. Канкрин предложил открыть сберегательные кассы сначала при Санкт-Петербургском и Московском Воспитательных домах, а потом и в других крупных городах. Подготовленный Министерством финансов Устав осенью 1840 года был утверждён Государственным советом, а 30 октября (11 ноября) 1841 года был подписан императором Николаем I.

Мемориальная доска на здании, в котором до революции находился Опекунский совет в Москве, в котором расположилась первая московская сберегательная касса (Солянка ул., 14.)

По Уставу сберегательные кассы работали только по воскресеньям с 9 до 14 часов, кроме праздников. От одного вкладчика принималась сумма не менее 50 копеек и не более 10 рублей серебром за раз, а общая сумма вкладов не могла превышать 300 рублей. В подтверждение принятых от вкладчика сумм сберегательной кассой выдавалась сберегательная книжка. За год вкладчик мог получить доход, равный 4 % от вложенной суммы.

### Организация и открытие первых сберегательных касс
Заботы по организации деятельности первых сберегательных касс легли на плечи Главного опекуна Воспитательных домов А. С. Лавинского. Под его руководством проведена масштабная организационная работа: были подобраны помещения для сберегательных касс, разработаны и выпущены первые сберегательные книжки, плакаты и пособия, разъясняющие деятельность сберкасс, были выработаны правила по хранению денег и их охране, подобран и обучен персонал.
Для привлечения вкладчиков была выпущена рекламная брошюра «Разговор о сберегательной кассе Алексея Никифоровича с Егором Прохоровичем», в которой в доступной форме объяснялась польза новых учреждений. Также распространялись объявления об открытии сберегательных касс в Москве и Санкт-Петербурге.

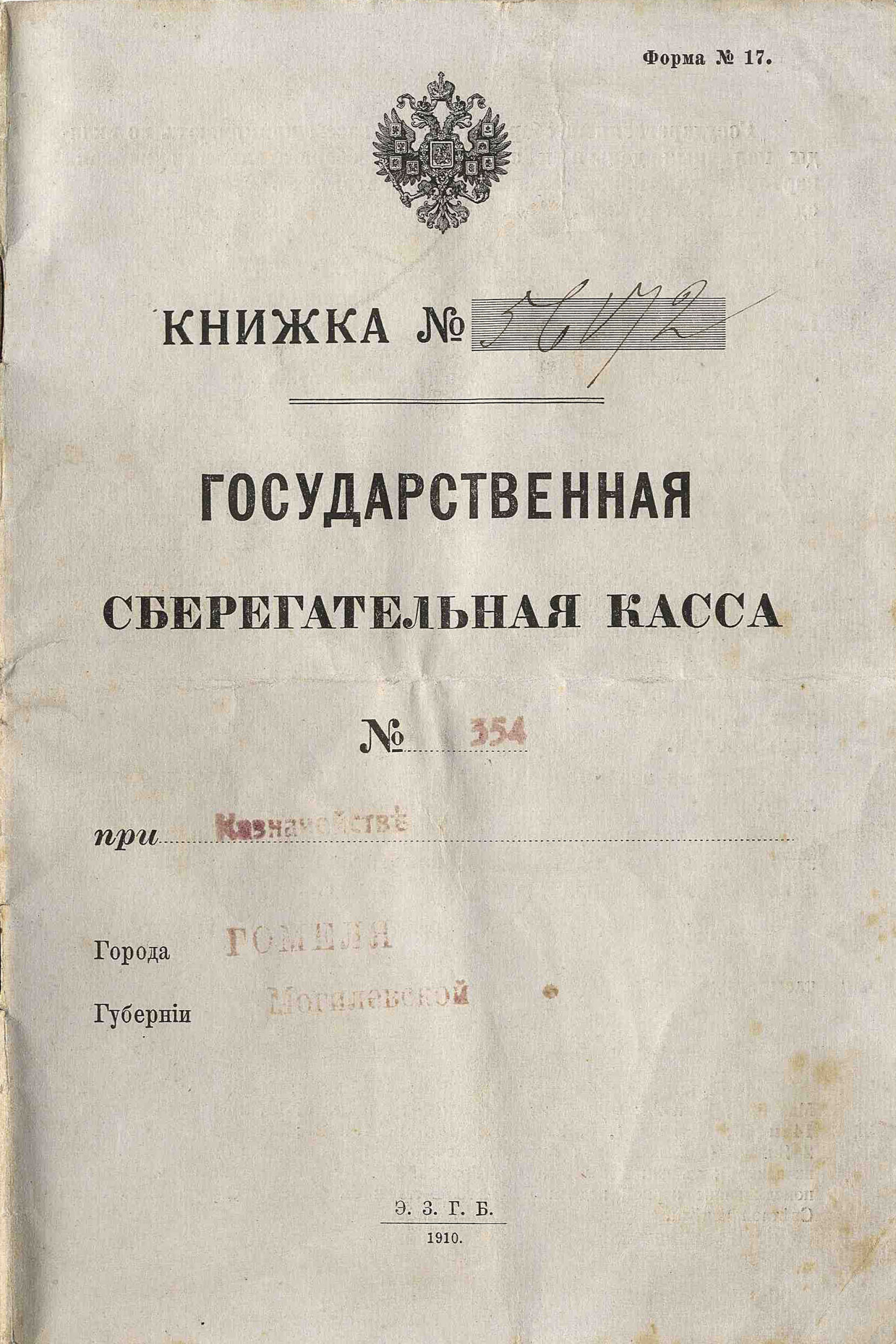
Книжка сберегательная государственной сберегательной кассы города Гомеля Могилевской губерни

Первая сберегательная касса была торжественно открыта в Санкт-Петербурге 1 марта 1842 года в здании Опекунского совета, расположенного в доме № 7 по Казанской улице. В день открытия кассу посетило 76 вкладчиков, оформивших счета на сумму 426,5 рублей. Первым вкладчиком петербургской кассы был Н. А. Кристофари, получивший сберегательную книжку под № 1.
Первая московская сберегательная касса начала работать 5 апреля 1842 года. Находилась она в здании Опекунского совета Воспитательного дома. Этот дом на Солянке был к тому времени уже хорошо известен в определённых кругах населения города, так как здесь вели свою работу Ссудная и сохранная казны. Сейчас в этом здании располагается президиум Российской академии медицинских наук.

## Сберегательные кассы в Советском Союзе

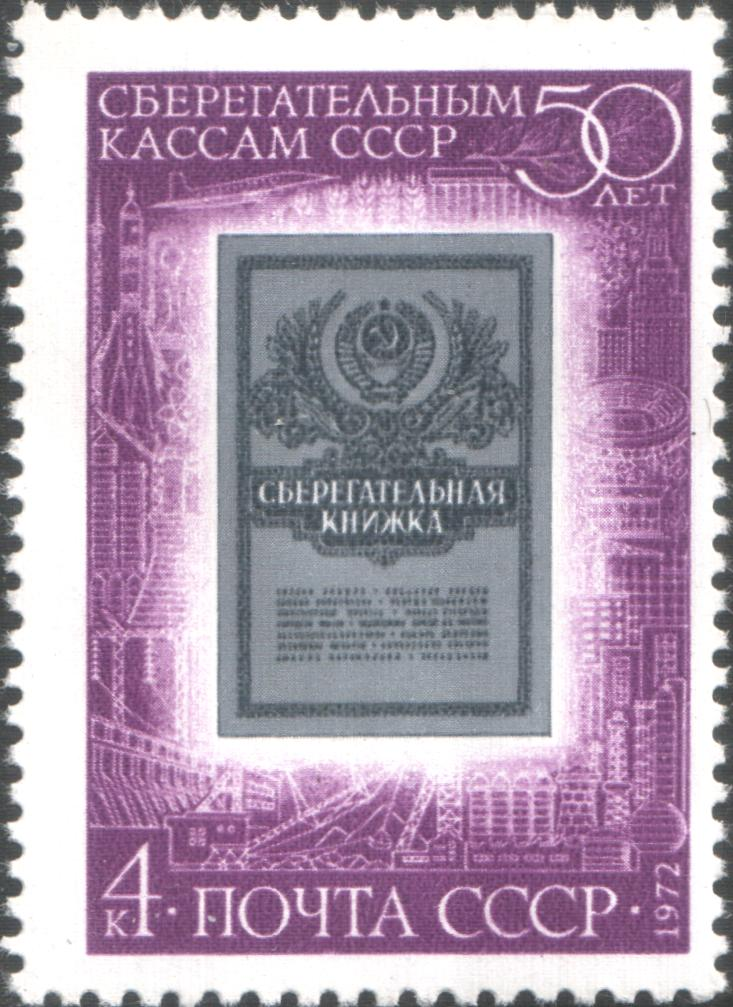
Обложка сберкнижки на марке СССР, посвящённой 50-летию сберегательных касс СССР.

В 1922 году в Советском Союзе была создана система Государственных трудовых сберегательных касс. Первая сберкасса была открыта в феврале 1923 года. К 1 февраля 1927 года остатки вкладов по всем сберкассам СССР превысили 125 миллионов рублей. В 1920-е годы крестьянство было слабо вовлечено в деятельность сберкасс. Например, на 1 января 1926 года крестьянам принадлежало 3,6 % счетов и 2,4 % общей суммы вкладов. Также сберкассы в советское время принимали различные платежи.
В 1987 году Государственные трудовые сберегательные кассы преобразованы в Сбербанк СССР как государственный специализированный банк для населения и юридических лиц.

### Конфискация накоплений граждан СССР (1990—1992)
Сбережения населения СССР в Сбербанке на 1990 год составляли 369 млрд руб., или более трети ВВП. С началом инфляционных процессов в 1991 году их доля в ВВП снизилась до чуть более четверти, однако за два последующих года были фактически полностью уничтожены. В 1990 году средства на счетах в Сбербанке СССР Совет министров СССР под руководством Н. И. Рыжкова изъял и направил на финансирование дефицита бюджета Союза ССР, возникшего из-за внедрения рыночных элементов в плановую экономику и отмены монополии внешней торговли. Постановлением Верховного Совета СССР от 11 декабря 1990 года № 1830-1 «О введении в действие Закона СССР „О государственном банке СССР“ и Закона СССР „О банках и банковской деятельности“» правительству СССР поручалось до 31 декабря 1991 года оформить надлежащим образом возникшую задолженность перед Сбербанком, однако ни правительство Рыжкова, ни правительство Павлова этого не сделали, несмотря на неоднократные напоминания со стороны Госбанка СССР и Сбербанка СССР.
15 апреля 1991 года руководитель Госбанка СССР Виктор Геращенко сообщил правительству, что за использование кредитных ресурсов (в том числе полученных от Сбербанка) будет начисляться плата в размере 5 % годовых, тогда как годовая инфляция достигала уже 95 %. Уже тогда реальная процентная ставка за пользование сбережений граждан стала резко отрицательной, а к концу 1991 года индекс потребительских цен в России подскочил до 168 %, ещё больше увеличив разрыв между номинальной ставкой по займам и инфляцией.
Либерализация цен правительством Гайдара 2 января 1992 года подстегнула в 1992 году индекс инфляции до 2608 %. При этом за средства, заимствованные правительством у Сбербанка, на 10 апреля 1992 года платили по прежней ставке — 5 %. К 29 июня 1992 года её подняли до 15 %, хотя даже официальная учётная ставка Центробанка (по кредитам коммерческим банкам) уже достигла 80 %. К 22 октября 1992 года ставку Минфина по кредитам Сбербанка подняли только до 45 % годовых. Таким образом, покупательная способность вкладов населения в Сбербанке на 31 декабря 1991 года (и увеличенных с 30 марта 1991 года на размер 40%-ной «горбачевской компенсации» при повышении розничных цен), за год сократилась более чем на 94 %. А с момента, когда сбережения граждан были заимствованы правительством, они сохранили чуть более 2 % от своей величины (на декабрь 1990 года).

## Руководители системы Гострудсберкасс СССР

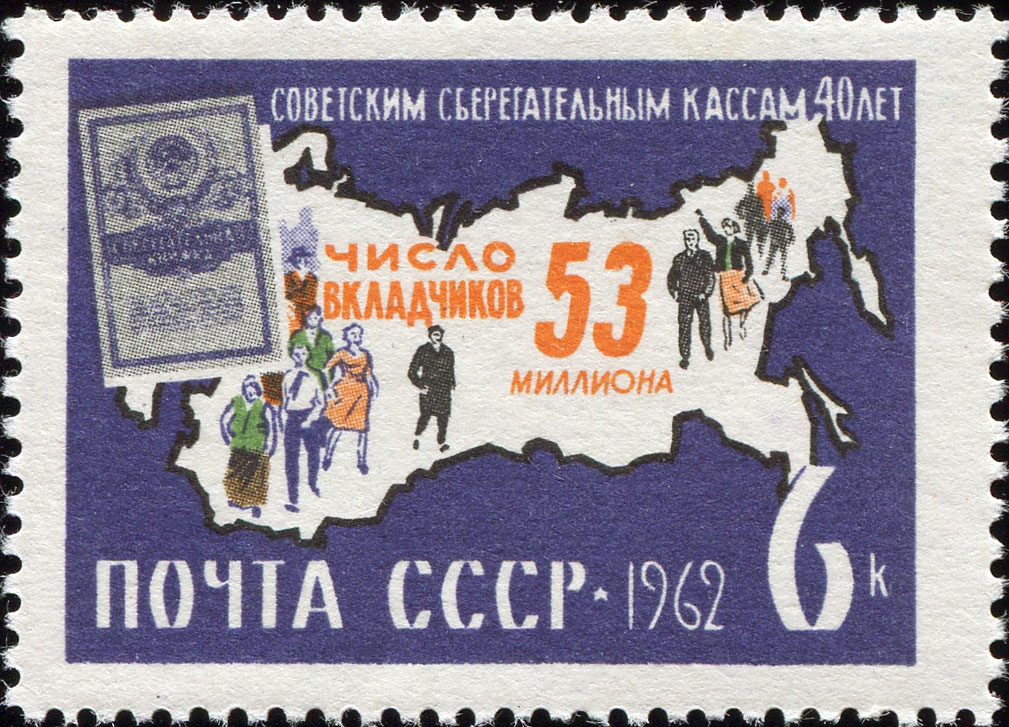
Почтовая марка СССР, 1962 год. 40-лет сберегательных касс СССР.

- Почтовая марка СССР, 1962 год. 40-лет сберегательных касс СССР.Почтовая марка СССР, 1962 год. 40-лет сберегательных касс СССР.1928 — Сулковский Фёдор Владимирович, начальник главной сберегательной кассы СССР;

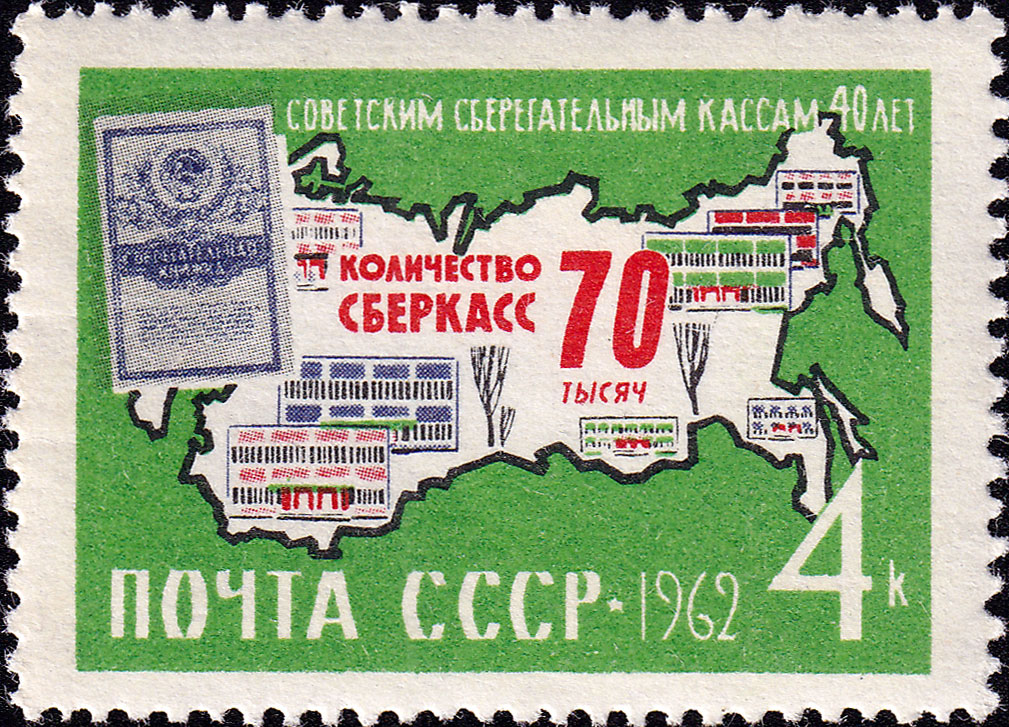
Почтовая марка СССР, 1962 год. 40-лет сберегательных касс СССР.

- 1928—1929 — Евтушенко Афанасий Васильевич, начальник Главкассы СССР;
- 1931—1932 — Дивеев Осман Саидович, начальник Управления гострудсберкасс и госкредита СССР;
- 1932 — апрель 1933 — Лебедев Александр Николаевич, исполняющий обязанности начальника Управления гострудсберкасс и госкредита СССР;
- 1933—1937 — Каданер Соломон Владимирович, начальник Управления гострудсберкасс и госкредита СССР;
- 1937—1939 — Воронцов Иван Арсеньевич, начальник Управления гострудсберкасс и госкредита СССР;
- 1939—1943 — Борисовский Сергей Петрович, начальник Управления гострудсберкасс и госкредита СССР;
- февраль — сентябрь 1943 — Лисицын Николай Васильевич, начальник Управления гострудсберкасс и госкредита СССР;
- 1943—1962 — Лыскович Андрей Андреевич, начальник Управления гострудсберкасс и госкредита СССР;
- 1962—1968 — Борисовский Сергей Петрович, начальник Управления гострудсберкасс и госкредита СССР;
- Жихарев Павел Иванович (май 1968—1972 — начальник Управления гострудсберкасс и госкредита СССР, с 1972 — начальник Советского главного управления Гострудсберкасс СССР, член правления Гострудсберкасс СССР, с 1987 — председатель правления Сбербанка СССР).